# Teoria do controle
A Teoria do Controle, enquanto extensão do campo da psicanálise, postula o comportamento humano como sendo direcionado pela função terapêutica da subjugação das ameaças de outros ou do meio que o cerca. É adquirido por produzir o controle de outros através de si próprio — uma vez estando sob controle, o outro deixará de ser uma ameaça.